# 익스틀란사슴쥐
익스틀란사슴쥐(Habromys ixtlani)는 비단털쥐과에 속하는 설치류의 일종이다. 멕시코 남서부의 토착종으로 오아하카주 시에라 마드레 데 오아하카 산맥의 시에라 후아레스에서 발견된다. 원래 별도의 종으로 기재되었으나 1969년 무세르(Musser)가 재평가하고 셈포알테펙사슴쥐의 아종으로 결정했다. 2002년 칼레톤(Carleton) 등이 셈포알테펙사슴쥐와 셈포알테펙사슴쥐속(Habromys) 나머지 종에 대해 재평가하고 셈포알테펙사슴쥐와 익스틀란사슴쥐 사이의 중대한 형태학적 차이를 명확히 하고 익스틀란사슴쥐를 별도의 종으로 재분류했다.